# Liste des genres de Rubiaceae
Liste des genres de la famille des Rubiaceae :

## SelonAngiosperm Phylogeny Website(6 Jul 2010)[1]
- genre Acranthera Arn. ex Meisn.
- genre Acrobotrys K.Schum. & K.Krause
- genre Acunaeanthus Borhidi, Komlodi & Moncada
- genre Adina Salisb.
- genre Adinauclea Ridsdale
- genre Agathisanthemum Klotzsch
- genre Aidia Lour.
- genre Aidiopsis Tirveng.
- genre Airosperma K.Schum. & Lauterb.
- genre Aitchisonia Hemsl. ex Aitch.
- genre Alberta E.Mey.
- genre Aleisanthia Ridl.
- genre Alibertia A. Richard ex DC.
- genre Allaeophania Thwaites
- genre Alleizettella Pit.
- genre Allenanthus Standl.
- genre Alseis Schott
- genre Amaioua Aublet
- genre Amaracarpus Blume
- genre Amphiasma Bremek.
- genre Amphidasya Standl.
- genre Ancylanthos Desf.
- genre Anomanthodia J. D. Hooker
- genre Antherostele Bremek.
- genre Anthorrhiza C.R.Huxley & Jebb
- genre Anthospermum L.
- genre Antirhea Comm. ex Juss.
- genre Aoranthe Somers
- genre Aphaenandra Miq.
- genre Aphanocarpus Steyerm.
- genre Appunia J. D. Hooker
- genre Arachnothryx Planchon
- genre Arcytophyllum Willd. ex Schult. & Schult.f.
- genre Argocoffeopsis Lebrun
- genre Argostemma Wall.
- genre Asemnantha J. D. Hooker
- genre X Asperugalium E.Fourn.
- genre Asperula L.
- genre Astiella Jovet
- genre Atractocarpus Schltr. & K.Krause
- genre Atractogyne Pierre
- genre Augusta Pohl
- genre Aulacocalyx J. D. Hooker
- genre Badusa A.Gray
- genre Balmea Martinez
- genre Bathysa C.Presl
- genre Batopedina Verdc.
- genre Belonophora J. D. Hooker
- genre Benkara Adans.
- genre Benzonia Schumach.
- genre Berghesia Nees
- genre Bertiera Aublet
- genre Bikkia Reinw.
- genre Blandibractea Wernham
- genre Blepharidium Standl.
- genre Bobea Gaudich.
- genre Boholia Merr.
- genre Borojoa Cuatrec.
- genre Bothriospora J. D. Hooker
- genre Botryarrhena Ducke
- genre Bouvardia Salisb.
- genre Brachytome J. D. Hooker
- genre Bradea Standl. ex Brade
- genre Brenania Keay
- genre Breonadia Ridsdale
- genre Breonia A. Richard ex DC.
- genre Burchellia R. Brown
- genre Burttdavya Hoyle
- genre Byrsophyllum J. D. Hooker
- genre Calanda K. Schum.
- genre Callipeltis Steven
- genre Calochone Keay
- genre Calycophyllum DC.
- genre Calycosia A.Gray
- genre Calycosiphonia Pierre ex Robbr.
- genre Canephora Juss.
- genre Canthium Lamarck
- genre Capirona Spruce
- genre Captaincookia N.Halle
- genre Carpacoce Sond.
- genre Carphalea Juss.
- genre Carterella Terrell
- genre Casasia A. Richard
- genre Catesbaea L.
- genre Catunaregam Wolf
- genre Cephalanthus L.
- genre Cephalodendron Steyerm.
- genre Ceratopyxis J. D. Hooker
- genre Ceriscoides (J. D. Hooker) Tirveng.
- genre Ceuthocarpus Aiello
- genre Chaetostachydium Airy Shaw
- genre Chalepophyllum J. D. Hooker
- genre Chamaepentas Bremek.
- genre Chapelieria A. Richard ex DC.
- genre Chassalia Comm. ex Poir.
- genre Chazaliella E.Petit & Verdc.
- genre Chimarrhis Jacq.
- genre Chiococca P.Browne
- genre Chione DC.
- genre Chomelia Jacq.
- genre Choulettia Pomel
- genre Cigarrilla Aiello
- genre Cinchona L.
- genre Cladoceras Bremek.
- genre Clarkella J. D. Hooker
- genre Coccochondra Rauschert
- genre Coccocypselum P.Browne
- genre Coddia Verdc.
- genre Coelopyrena Valeton
- genre Coelospermum Blume
- genre Coffea L.
- genre Coleactina N.Halle
- genre Colletoecema E.Petit
- genre Commitheca Bremek.
- genre Condaminea DC.
- genre Conostomium (Stapf) Cufod.
- genre Coprosma J. R. Forster & G. Forster
- genre Coptophyllum Korth.
- genre Coptosapelta Korth.
- genre Corynanthe Welw.
- genre Coryphothamnus Steyerm.
- genre Cosmibuena Ruiz & Pavon
- genre Cosmocalyx Standl.
- genre Coussarea Aublet
- genre Coutaportla Urb.
- genre Coutarea Aublet
- genre Cowiea Wernham
- genre Craterispermum Bentham
- genre Cremaspora Bentham
- genre Cremocarpon Baillon
- genre Crobylanthe Bremek.
- genre Crocyllis E.Mey. ex J. D. Hooker
- genre Crossopteryx Fenzl
- genre Crucianella L.
- genre Cruciata Mill.
- genre Cruckshanksia Hooker & Arnott
- genre Crusea Cham. & Schltdl.
- genre Cuatrecasasiodendron Standl. & Steyerm.
- genre Cubanola Aiello
- genre Cuviera DC.
- genre Cyclophyllum J. D. Hooker
- genre Damnacanthus C.F.Gaertn.
- genre Danais Comm. ex Vent.
- genre Deccania Tirveng.
- genre Declieuxia Kunth
- genre Dendrosipanea Ducke
- genre Dentella J. R. Forster & G. Forster
- genre Deppea Cham. & Schltdl.
- genre Diacrodon Sprague
- genre Dialypetalanthus Kuhlm.
- genre Dibrachionostylus Bremek.
- genre Dichilanthe Thwaites
- genre Dictyandra Welw. ex J. D. Hooker
- genre Didymaea J. D. Hooker
- genre Didymochlamys J. D. Hooker
- genre Didymoecium Bremek.
- genre Didymopogon Bremek.
- genre Didymosalpinx Keay
- genre Diodia L.
- genre Dioecrescis Tirveng.
- genre Dioicodendron Steyerm.
- genre Diplospora DC.
- genre Discospermum Dalzell
- genre Diyaminauclea Ridsdale
- genre Dolichodelphys K.Schum. & K.Krause
- genre Dolicholobium A.Gray
- genre Dolichometra K.Schum.
- genre Doricera Verdc.
- genre Duidania Standl.
- genre Dunnia Tutcher
- genre Duperrea Pierre ex Pit.
- genre Duroia L.f.
- genre Durringtonia R.J.F.Hend. & Guymer
- genre Ecpoma K.Schum.
- genre Eizia Standl.
- genre Elaeagia Wedd.
- genre Eleuthranthes F.Muell.
- genre Emmenopterys Oliv.
- genre Emmeorhiza Pohl ex Endl.
- genre Eosanthe Urb.
- genre Eriosemopsis Robyns
- genre Erithalis P.Browne
- genre Ernodea Sw.
- genre Euclinia Salisb.
- genre Exostema (Pers.) Humb. & Bonpl.
- genre Fadogia Schweinf.
- genre Fadogiella Robyns
- genre Fagerlindia Tirveng.
- genre Faramea Aublet
- genre Ferdinandusa Pohl
- genre Feretia Delile
- genre Fergusonia J. D. Hooker
- genre Fernelia Comm. ex Lamarck
- genre Flagenium Baillon
- genre Flexanthera Rusby
- genre Gaertnera Lamarck
- genre X Galiasperula Ronniger
- genre Galiniera Delile
- genre Galium L.
- genre Gallienia Dubard & Dop
- genre Galopina Thunb.
- genre Gardenia Ellis
- genre Gardeniopsis Miq.
- genre Genipa L.
- genre Gentingia J.T.Johanss. & K.M.Wong
- genre Geophila D.Don
- genre Gillespiea A.C.Sm.
- genre Gleasonia Standl.
- genre Glionnetia Tirveng.
- genre Glossostipula Lorence
- genre Gomphocalyx Baker
- genre Gonzalagunia Ruiz & Pavon
- genre Gouldia A.Gray
- genre Greenea Wight & Arn.
- genre Greeniopsis Merr.
- genre Guettarda L.
- genre Gynochthodes Blume
- genre Gynopachis Blume
- genre Gyrostipula J.-F.Leroy
- genre Habroneuron Standl.
- genre Haldina Ridsdale
- genre Hallea J.-F.Leroy
- genre Hamelia Jacq.
- genre Hayataella Masam.
- genre Hedstromia A.C.Sm.
- genre Hedyotis L.
- genre Hedythyrsus Bremek.
- genre Heinsenia K.Schum.
- genre Heinsia DC.
- genre Hekistocarpa J. D. Hooker
- genre Henriquezia Spruce ex Bentham
- genre Heterophyllaea J. D. Hooker
- genre Hillia Jacq.
- genre Himalrandia T.Yamaz.
- genre Hindsia Bentham ex Lindl.
- genre Hintonia Bullock
- genre Hippotis Ruiz & Pavon
- genre Hodgkinsonia F.Muell.
- genre Hoffmannia Sw.
- genre Holstianthus Steyerm.
- genre Homollea Arenes
- genre Homolliella Arenes
- genre Houstonia L.
- genre Hutchinsonia Robyns
- genre Hydnophytum Jack
- genre Hydrophylax L.f.
- genre Hymenocnemis J. D. Hooker
- genre Hymenocoleus Robbr.
- genre Hymenodictyon Wall.
- genre Hyperacanthus E.Mey. ex Bridson
- genre Hypobathrum Blume
- genre Hyptianthera Wight & Arn.
- genre Indopolysolenia Bennet
- genre Isertia Schreb.
- genre Isidorea A. Richard ex DC.
- genre Ixora L.
- genre Jackiopsis Ridsdale
- genre Janotia J.-F.Leroy
- genre Jaubertia Guill.
- genre Javorkaea Borhidi & Komlodi
- genre Joosia H.Karst.
- genre Jovetia Guedes
- genre Kailarsenia Tirveng.
- genre Kajewskiella Merr. & Perry
- genre Keenania J. D. Hooker
- genre Keetia E.Phillips
- genre Kelloggia Torr. ex Bentham
- genre Kerianthera J.H.Kirkbr.
- genre Khasiaclunea Ridsdale
- genre Klossia Ridl.
- genre Knoxia L.
- genre Kochummenia K.M.Wong
- genre Kohautia Cham. & Schltdl.
- genre Kraussia Harv.
- genre Kutchubaea Fisch. ex DC.
- genre Ladenbergia Klotzsch
- genre Lagynias E.Mey. ex Robyns
- genre Lamprothamnus Hiern
- genre Lasianthus Jack
- genre Lathraeocarpa Bremek.
- genre Lecananthus Jack
- genre Lecariocalyx Bremek.
- genre Lelya Bremek.
- genre Lemyrea (A.Chev.) A.Chev. & Beille
- genre Lepidostoma Bremek.
- genre Leptactina J. D. Hooker
- genre Leptodermis Wall.
- genre Leptomischus Drake
- genre Leptoscela J. D. Hooker
- genre Leptostigma Arn.
- genre Leptunis Steven
- genre Lerchea L.
- genre Leroya Cavaco
- genre Leucocodon Gardner
- genre Leucolophus Bremek.
- genre Limnosipanea J. D. Hooker
- genre Lindenia Bentham
- genre Litosanthes Blume
- genre Lucinaea DC.
- genre Luculia Sweet
- genre Lucya DC.
- genre Ludekia Ridsdale
- genre Macbrideina Standl.
- genre Machaonia Bonpl.
- genre Macrocnemum P.Browne
- genre Macrosphyra J. D. Hooker
- genre Maguireocharis Steyerm.
- genre Maguireothamnus Steyerm.
- genre Malanea Aublet
- genre Manettia L.
- genre Manostachya Bremek.
- genre Mantalania Capuron ex J.-F.Leroy
- genre Margaritopsis Sauvalle
- genre Maschalocorymbus Bremek.
- genre Maschalodesme K.Schum. & Lauterb.
- genre Massularia (K.Schum.) Hoyle
- genre Mastixiodendron Melch.
- genre Mazaea Krug & Urb.
- genre Melanopsidium Colla
- genre Mericarpaea Boiss.
- genre Merumea Steyerm.
- genre Metadina Bakh.f.
- genre Meyna Roxb. ex Link
- genre Micrasepalum Urb.
- genre Microphysa Schrenk
- genre Mitchella L.
- genre Mitracarpus Zuccarini
- genre Mitragyna Korth.
- genre Mitrasacmopsis Jovet
- genre Mitriostigma Hochst.
- genre Molopanthera Turcz.
- genre Monosalpinx N.Halle
- genre Montamans Dwyer
- genre Morelia A. Richard ex DC.
- genre Morierina Vieill.
- genre Morinda L.
- genre Morindopsis J. D. Hooker
- genre Motleyia J.T.Johanss.
- genre Mouretia Pit.
- genre Multidentia Gilli
- genre Mussaenda L.
- genre Mussaendopsis Baillon
- genre Mycetia Reinw.
- genre Myonima Comm. ex Juss.
- genre Myrioneuron R. Brown ex Hook.
- genre Myrmecodia Jack
- genre Myrmeconauclea Merr.
- genre Myrmephytum Becc.
- genre Nargedia Bedd.
- genre Nauclea L.
- genre Neanotis W.H.Lewis
- genre Neblinathamnus Steyerm.
- genre Nematostylis J. D. Hooker
- genre Nenax Gaertn.
- genre Neobertiera Wernham
- genre Neoblakea Standl.
- genre Neobreonia Ridsdale
- genre Neofranciella Guillaumin
- genre Neogaillonia Lincz.
- genre Neohymenopogon Bennet
- genre Neolamarckia Bosser
- genre Neolaugeria Nicolson
- genre Neoleroya Cavaco
- genre Neonauclea Merr.
- genre Neopentanisia Verdc.
- genre Nernstia Urb.
- genre Nertera Banks & Sol. ex Gaertn.
- genre Nesohedyotis (J. D. Hooker) Bremek.
- genre Neurocalyx Hook.
- genre Nichallea Bridson
- genre Nodocarpaea A.Gray
- genre Normandia J. D. Hooker
- genre Nostolachma T.Durand
- genre Ochreinauclea Ridsdale & Bakh.f.
- genre Octotropis Bedd.
- genre Oldenlandia L.
- genre Oldenlandiopsis Terrell & W.H.Lewis
- genre Oligocodon Keay
- genre Omiltemia Standl.
- genre Opercularia Gaertn.
- genre Ophiorrhiza L.
- genre Ophryococcus Oerst.
- genre Oregandra Standl.
- genre Osa Aiello
- genre Otiophora Zuccarini
- genre Otocalyx Brandegee
- genre Otomeria Bentham
- genre Ottoschmidtia Urb.
- genre Oxyanthus DC.
- genre Oxyceros Lour.
- genre Pachystigma Hochst.
- genre Pachystylus K.Schum.
- genre Paederia L.
- genre Pagamea Aublet
- genre Pagameopsis Steyerm.
- genre Palicourea Aublet
- genre Pamplethantha Bremek.
- genre Paracephaelis Baillon
- genre Parachimarrhis Ducke
- genre Paracorynanthe Capuron
- genre Paragenipa Baillon
- genre Paraknoxia Bremek.
- genre Parapentas Bremek.
- genre Paratriaina Bremek.
- genre Pauridiantha J. D. Hooker
- genre Pausinystalia Pierre ex Beille
- genre Pavetta L.
- genre Payera Baillon
- genre Pelagodendron Seem.
- genre Pentagonia Bentham
- genre Pentaloncha J. D. Hooker
- genre Pentanisia Harv.
- genre Pentanopsis Rendle
- genre Pentas Bentham
- genre Pentodon Hochst.
- genre Peponidium (Baillon) Arenes
- genre Perakanthus Robyns
- genre Perama Aublet
- genre Peratanthe Urb.
- genre Peripeplus Pierre
- genre Pertusadina Ridsdale
- genre Petitiocodon Robbr.
- genre Phellocalyx Bridson
- genre Phialanthus Griseb.
- genre Phitopis J. D. Hooker
- genre Phuopsis (Griseb.) J. D. Hooker
- genre Phyllacanthus J. D. Hooker
- genre Phyllis L.
- genre Phyllocrater Wernham
- genre Phyllomelia Griseb.
- genre Phylohydrax Puff
- genre Picardaea Urb.
- genre Pimentelia Wedd.
- genre Pinarophyllon Brandegee
- genre Pinckneya Michaux
- genre Pittoniotis Griseb.
- genre Placocarpa J. D. Hooker
- genre Placopoda Balf.f.
- genre Platycarpum Bonpl.
- genre Plectroniella Robyns
- genre Pleiocarpidia K.Schum.
- genre Pleiocoryne Rauschert
- genre Pleiocraterium Bremek.
- genre Plocama Aiton
- genre Plocaniophyllon Brandegee
- genre Poecilocalyx Bremek.
- genre Pogonolobus F.Muell.
- genre Pogonopus Klotzsch
- genre Polysphaeria J. D. Hooker
- genre Polyura J. D. Hooker
- genre Pomax Sol. ex DC.
- genre Porterandia Ridl.
- genre Portlandia P.Browne
- genre Posoqueria Aublet
- genre Pouchetia A. Richard
- genre Praravinia Korth.
- genre Pravinaria Bremek.
- genre Preussiodora Keay
- genre Prismatomeris Thwaites
- genre Proscephaleium Korth.
- genre Psathura Comm. ex Juss.
- genre Pseudaidia Tirveng.
- genre Pseudogaillonia Lincz.
- genre Pseudogardenia Keay
- genre Pseudohamelia Wernham
- genre Pseudomantalania J.-F.Leroy
- genre Pseudomussaenda Wernham
- genre Pseudonesohedyotis Tennant
- genre Pseudopyxis Miq.
- genre Pseudosabicea N.Halle
- genre Psilanthus J. D. Hooker
- genre Psychotria L.
- genre Psydrax Gaertn.
- genre Psyllocarpus Mart. & Zuccarini
- genre Pteridocalyx Wernham
- genre Pterogaillonia Lincz.
- genre Pubistylus Thoth.
- genre Putoria Pers.
- genre Pygmaeothamnus Robyns
- genre Pyragra Bremek.
- genre Pyrostria Comm. ex Juss.
- genre Ramosmania Tirveng. & Verdc.
- genre Randia L.
- genre Raritebe Wernham
- genre Ravnia Oerst.
- genre Readea Gillespie
- genre Relbunium (Endl.) J. D. Hooker
- genre Remijia DC.
- genre Rennellia Korth.
- genre Retiniphyllum Bonpl.
- genre Rhachicallis DC.
- genre Rhadinopus S.Moore
- genre Rhaphidura Bremek.
- genre Rhipidantha Bremek.
- genre Rhopalobrachium Schltr. & K.Krause
- genre Richardia L.
- genre Riqueuria Ruiz & Pavon
- genre Robynsia Hutch.
- genre Rogiera Planchon
- genre Roigella Borhidi & M.Fernandez Zeq.
- genre Rondeletia L.
- genre Rothmannia Thunb.
- genre Rubia L.
- genre Rudgea Salisb.
- genre Rustia Klotzsch
- genre Rutidea DC.
- genre Rytigynia Blume
- genre Sabicea Aublet
- genre Sacosperma G.Taylor
- genre Saldinia A. Richard ex DC.
- genre Salzmannia DC.
- genre Saprosma Blume
- genre Sarcocephalus Afzel. ex Sabine
- genre Sarcopygme Setch. & Christoph.
- genre Schachtia H.Karst.
- genre Schismatoclada Baker
- genre Schizenterospermum Homolle ex Arenes
- genre Schizocalyx Wedd.
- genre Schizocolea Bremek.
- genre Schizostigma Arn. ex Meisn.
- genre Schmidtottia Urb.
- genre Schradera Vahl
- genre Schumanniophyton Harms
- genre Schwendenera K.Schum.
- genre Scolosanthus Vahl
- genre Scyphiphora C.F.Gaertn.
- genre Scyphochlamys Balf.f.
- genre Scyphostachys Thwaites
- genre Sericanthe Robbr.
- genre Serissa Comm. ex Juss.
- genre Shaferocharis Urb.
- genre Sherardia L.
- genre Sherbournia G.Don
- genre Siderobombyx Bremek.
- genre Siemensia Urb.
- genre Simira Aublet
- genre Sinoadina Ridsdale
- genre Sipanea Aublet
- genre Sipaneopsis Steyerm.
- genre Siphonandrium K.Schum.
- genre Sommera Schltdl.
- genre Spathichlamys R.Parker
- genre Spermacoce L.
- genre Spermadictyon Roxb.
- genre Sphinctanthus Bentham
- genre Spiradiclis Blume
- genre Squamellaria Becc.
- genre Stachyarrhena J. D. Hooker
- genre Stachyococcus Standl.
- genre Staelia Cham. & Schltdl.
- genre Standleya Brade
- genre Steenisia Bakh.f.
- genre Stelechantha Bremek.
- genre Stephanococcus Bremek.
- genre Stevensia Poit.
- genre Steyermarkia Standl.
- genre Stichianthus Valeton
- genre Stilpnophyllum J. D. Hooker
- genre Stipularia P.Beauv.
- genre Stomandra Standl.
- genre Streblosa Korth.
- genre Streblosiopsis Valeton
- genre Striolaria Ducke
- genre Strumpfia Jacq.
- genre Stylosiphonia Brandegee
- genre Suberanthus Borhidi & M.Fernandez Zeq.
- genre Sukunia A.C.Sm.
- genre Sulitia Merr.
- genre Synaptantha J. D. Hooker
- genre Syringantha Standl.
- genre Tamilnadia Tirveng. & Sastre
- genre Tammsia H.Karst.
- genre Tapiphyllum Robyns
- genre Tarenna Gaertn.
- genre Tarennoidea Tirveng. & Sastre
- genre Temnocalyx Robyns
- genre Temnopteryx J. D. Hooker
- genre Tennantia Verdc.
- genre Thecorchus Bremek.
- genre Theligonum L.
- genre Thogsennia Aiello
- genre Thyridocalyx Bremek.
- genre Timonius DC.
- genre Tobagoa Urb.
- genre Tocoyena Aublet
- genre Tortuella Urb.
- genre Trailliaedoxa W.W.Sm. & Forrest
- genre Tresanthera H.Karst.
- genre Triainolepis J. D. Hooker
- genre Tricalysia A. Richard ex DC.
- genre Trichostachys J. D. Hooker
- genre Trukia Kaneh.
- genre Tsiangia But, H.H.Hsue & P.T.Li
- genre Uncaria Schreb.
- genre Urophyllum Wall.
- genre Valantia L.
- genre Vangueria Comm. ex Juss.
- genre Vangueriella Verdc.
- genre Vangueriopsis Robyns
- genre Versteegia Valeton
- genre Villaria Rolfe
- genre Virectaria Bremek.
- genre Warszewiczia Klotzsch
- genre Wendlandia Bartl. ex DC.
- genre Wernhamia S.Moore
- genre Wittmackanthus Kuntze
- genre Xanthophytum Reinw. ex Blume
- genre Xantonnea Pierre ex Pit.
- genre Xantonneopsis Pit.
- genre Yutajea Steyerm.
- genre Zuccarinia Blume

## SelonNCBI(6 Jul 2010)[2]
- sous-famille Cinchonoideae
  - tribu Calycophylleae
    - genre Alseis
    - genre Calycophyllum
    - genre Capirona
    - genre Ferdinandusa
    - genre Macrocnemum
    - genre Semaphyllanthe
    - genre Wittmackanthus

  - tribu Catesbaeeae
    - genre Bikkia
    - genre Catesbaea
    - genre Coutaportla
    - genre Coutarea
    - genre Cubanola
    - genre Hintonia
    - genre Isidorea
    - genre Molopanthera
    - genre Osa
    - genre Phyllacanthus
    - genre Portlandia
    - genre Posoqueria
    - genre Schmidtottia
    - genre Siemensia

  - tribu Chiococceae
    - genre Allenanthus
    - genre Asemnantha
    - genre Ceratopyxis
    - genre Chiococca
    - genre Chione
    - genre Erithalis
    - genre Mastixiodendron
    - genre Nernstia
    - genre Phialanthus
    - genre Salzmannia
    - genre Scolosanthus

  - tribu Cinchoneae
    - genre Ciliosemina
    - genre Cinchona
    - genre Cinchonopsis
    - genre Joosia
    - genre Ladenbergia
    - genre Remijia
    - genre Stilpnophyllum

  - tribu Condamineeae
    - genre Chimarrhis
    - genre Condaminea
    - genre Dioicodendron
    - genre Parachimarrhis
    - genre Picardaea
    - genre Pinckneya
    - genre Pogonopus
    - genre Rustia

  - tribu Coptosapelteae
    - genre Corynanthe
    - genre Crossopteryx
    - genre Hymenodictyon
    - genre Mussaendopsis
    - genre Paracorynanthe

  - Exostema group
    - genre Badusa
    - genre Exostema
    - genre Morierina
    - genre Solenandra

  - tribu Guettardeae
    - genre Antirhea
    - genre Bobea
    - genre Chomelia
    - genre Guettarda
    - genre Guettardella
    - genre Machaonia
    - genre Malanea
    - genre Neoblakea
    - genre Neolaugeria
    - genre Ottoschmidtia
    - genre Pittoniotis
    - genre Stenostomum
    - genre Timonius
    - genre Tinadendron

  - tribu Hillieae
    - genre Balmea
    - genre Blepharidium
    - genre Cosmibuena
    - genre Hillia

  - tribu Isertieae
    - genre Ecpoma
    - genre Isertia
    - genre Kerianthera
    - genre Schizostigma
    - genre Temnopteryx

  - tribu Mussaendeae
    - genre Aphaenandra
    - genre Heinsia
    - genre Landiopsis
    - genre Mussaenda
    - genre Pseudomussaenda
    - genre Schizomussaenda

  - tribu Naucleeae
    - genre Adina
    - genre Adinauclea
    - genre Breonadia
    - genre Breonia
    - genre Burttdavya
    - genre Cephalanthus
    - genre Gyrostipula
    - genre Haldina
    - genre Janotia
    - genre Ludekia
    - genre Metadina
    - genre Mitragyna
    - genre Myrmeconauclea
    - genre Nauclea
    - genre Neolamarckia
    - genre Neonauclea
    - genre Ochreinauclea
    - genre Pausinystalia
    - genre Pertusadina
    - genre Pseudocinchona
    - genre Sarcocephalus
    - genre Sinoadina
    - genre Uncaria

  - tribu Rondeletieae
    - genre Acrosynanthus
    - genre Acunaeanthus
    - genre Arachnothryx
    - genre Bathysa
    - genre Cuatrecasasiodendron
    - genre Elaeagia
    - genre Hodgkinsonia
    - genre Javorkaea
    - genre Macbrideina
    - genre Mazaea
    - genre Phyllomelia
    - genre Rhachicallis
    - genre Rogiera
    - genre Roigella
    - genre Rondeletia
    - genre Rovaeanthus
    - genre Sipaneopsis
    - genre Stevensia
    - genre Suberanthus
    - genre Warszewiczia

  - tribu Simireae
    - genre Simira

  - Cinchonoideae incertae sedis
    - genre Colleteria
    - genre Dolicholobium
    - genre Gonzalagunia
- sous-famille Ixoroideae
  - tribu Alberteae
    - genre Airosperma
    - genre Alberta
    - genre Nematostylis
    - genre Razafimandimbisonia
    - genre Tennantia

  - tribu Aulacocalyceae
    - genre Aulacocalyx
    - genre Belonophora

  - tribu Coffeeae
    - genre Bertiera
    - genre Chapeliera
    - genre Coffea
      - unclassified Coffea

    - genre Diplospora
    - genre Discospermum
    - genre Paracoffea
    - genre Petitiocodon
    - genre Psilanthus
    - genre Sericanthe
    - genre Tricalysia

  - tribu Cremisporeae
    - genre Cremaspora

  - tribu Gardenieae
    - genre Aidia
    - genre Alibertia
    - genre Amaioua
    - genre Aoranthe
    - genre Atractocarpus
    - genre Atractogyne
    - genre Benkara
    - genre Borojoa
    - genre Botryarrhena
    - genre Burchellia
    - genre Calochone
    - genre Calycosiphonia
    - genre Casasia
    - genre Catunaregam
    - genre Ceriscoides
    - genre Coddia
    - genre Deccania
    - genre Didymosalpinx
    - genre Dolichodelphys
    - genre Duperrea
    - genre Duroia
    - genre Euclinia
    - genre Gardenia
    - genre Genipa
    - genre Glossostipula
    - genre Heinsenia
    - genre Hyperacanthus
    - genre Ibetralia
    - genre Kailarsenia
    - genre Kutchubaea
    - genre Macrosphyra
    - genre Massularia
    - genre Melanopsidium
    - genre Mitriostigma
    - genre Morelia
    - genre Oligocodon
    - genre Oxyanthus
    - genre Oxyceros
    - genre Porterandia
    - genre Preussiodora
    - genre Randia
    - genre Rosenbergiodendron
    - genre Rothmannia
    - genre Rubovietnamia
    - genre Schumanniophyton
    - genre Sherbournia
    - genre Sphinctanthus
    - genre Stachyarrhena
    - genre Stenosepala
    - genre Sukunia
    - genre Tamilnadia
    - genre Tarennoidea
    - genre Tocoyena
    - genre Trukia

  - tribu Greeneeae
    - genre Greenea

  - tribu Hamelieae
    - genre Cosmocalyx
    - genre Deppea
    - genre Hamelia
    - genre Hoffmannia
    - genre Omiltemia
    - genre Pinarophyllon
    - genre Plocaniophyllon
    - genre Schenckia
    - genre Syringantha

  - tribu Hippotideae
    - genre Hippotis
    - genre Sommera

  - tribu Ixoreae
    - genre Captaincookia
    - genre Doricera
    - genre Ixora
    - genre Myonima
    - genre Scyphiphora
    - genre Thouarsiora
    - genre Versteegia

  - tribu Octotropideae
    - genre Canephora
    - genre Feretia
    - genre Fernelia
    - genre Hypobathrum
    - genre Kraussia
    - genre Paragenipa
    - genre Polysphaeria
    - genre Pouchetia
    - genre Ramosmania
    - genre Xantonnea

  - tribu Pavetteae
    - genre Cladoceras
    - genre Coptosperma
    - genre Dictyandra
    - genre Enterospermum
    - genre Leptactina
    - genre Pavetta
    - genre Rutidea
    - genre Tarenna

  - tribu Retiniphylleae
    - genre Retiniphyllum

  - tribu Sipaneeae
    - genre Chalepophyllum
    - genre Dendrosipanea
    - genre Limnosipanea
    - genre Maguireothamnus
    - genre Neobertiera
    - genre Platycarpum
    - genre Sipanea

  - tribu Vanguerieae
    - genre Afrocanthium
    - genre Ancylanthos
    - genre Canthium
    - genre Cuviera
    - genre Cyclophyllum
    - genre Fadogia
    - genre Fadogiella
    - genre Hutchinsonia
    - genre Keetia
    - genre Lagynias
    - genre Leroya
    - genre Multidentia
    - genre Neoleroya
    - genre Pachystigma
    - genre Peponidium
    - genre Pseudopeponidium
    - genre Psydrax
    - genre Pygmaeothamnus
    - genre Pyrostria
    - genre Rhopalobrachium
    - genre Robynsia
    - genre Rytigynia
    - genre Scyphochlamys
    - genre Tapiphyllum
    - genre Vangueria
    - genre Vangueriopsis

  - Ixoroideae incertae sedis
    - genre Aleisanthia
    - genre Aleisanthiopsis
    - genre Argocoffeopsis
    - genre Augusta
    - genre Boholia
    - genre Emmenopterys
    - genre Gleasonia
    - genre Paracephaelis
    - genre Pentagonia
    - genre Wendlandia
- sous-famille Rubioideae
  - tribu Anthospermeae
    - genre Anthospermum
    - genre Carpacoce
    - genre Coprosma
    - genre Durringtonia
    - genre Galopina
    - genre Leptostigma
    - genre Nenax
    - genre Nertera
    - genre Normandia
    - genre Opercularia
    - genre Phyllis
    - genre Pomax

  - tribu Argostemmateae
    - genre Argostemma
    - genre Mouretia
    - genre Mycetia
    - genre Neohymenopogon

  - tribu Colletoecemateae
    - genre Colletoecema

  - tribu Coussareeae
    - genre Coccocypselum
    - genre Coussarea
    - genre Cruckshanksia
    - genre Declieuxia
    - genre Faramea
    - genre Heterophyllaea
    - genre Hindsia
    - genre Oreopolus

  - tribu Craterispermeae
    - genre Craterispermum

  - tribu Danaideae
    - genre Danais
    - genre Schismatoclada

  - tribu Dunnieae
    - genre Dunnia

  - tribu Gaertnereae
    - genre Gaertnera
    - genre Pagamea

  - tribu Knoxieae
    - genre Carphalea
    - genre Chamaepentas
    - genre Chlorochorion
    - genre Dirichletia
    - genre Dolichopentas
    - genre Knoxia
    - genre Otiophora
    - genre Otomeria
    - genre Paraknoxia
    - genre Parapentas
    - genre Paratriaina
    - genre Pentanisia
    - genre Pentas
    - genre Phyllopentas
    - genre Rhodopentas
    - genre Triainolepis

  - tribu Lasiantheae
    - genre Batopedina
    - genre Lasianthus
    - genre Litosanthes
    - genre Placopoda
    - genre Trichostachys

  - tribu Morindeae
    - genre Appunia
    - genre Coelospermum
    - genre Damnacanthus
    - genre Gynochthodes
    - genre Lucinaea
    - genre Mitchella
    - genre Morinda
    - genre Pogonolobus
    - genre Prismatomeris
    - genre Sarcopygme

  - tribu Ophiorrhizeae
    - genre Hayataella
    - genre Lerchea
    - genre Neurocalyx
    - genre Ophiorrhiza
    - genre Pleiocarpidia
    - genre Spiradiclis
    - genre Xanthophytum

  - tribu Paederieae
    - genre Leptodermis
    - genre Paederia
    - genre Saprosma
    - genre Serissa
    - genre Spermadictyon

  - tribu Perameae
    - genre Perama

  - tribu Psychotrieae
    - genre Amaracarpus
    - genre Anthorrhiza
    - genre Calycosia
    - genre Carapichea
    - genre Chassalia
    - genre Chazaliella
    - genre Cremocarpon
    - genre Dolianthus
    - genre Geophila
    - genre Hydnophytum
    - genre Hymenocoleus
    - genre Mapouria
    - genre Margaritopsis
    - genre Myrmecodia
    - genre Myrmephytum
    - genre Notopleura
    - genre Palicourea
    - genre Psychotria
    - genre Readea
    - genre Rennellia
    - genre Rudgea
    - genre Saldinia
    - genre Squamellaria
    - genre Straussia
    - genre Streblosa

  - tribu Putorieae
    - genre Aitchisonia
    - genre Choulettia
    - genre Gaillonia
    - genre Plocama
    - genre Pterogaillonia
    - genre Putoria

  - tribu Rubieae
    - genre Asperula
    - genre Callipeltis
    - genre Crucianella
    - genre Cruciata
    - genre Didymaea
    - genre Galium
    - genre Kelloggia
    - genre Phuopsis
    - genre Relbunium
    - genre Rubia
    - genre Sherardia
    - genre Staelia
    - genre Valantia

  - tribu Sabiceeae
    - genre Pseudosabicea
    - genre Sabicea
    - genre Stipularia
    - genre Tamridaea

  - tribu Schizocoleeae
    - genre Schizocolea

  - tribu Schradereae
    - genre Schradera

  - tribu Spermacoceae
    - genre Agathisanthemum
    - genre Amphiasma
    - genre Arcytophyllum
    - genre Borreria
    - genre Bouvardia
    - genre Conostomium
    - genre Crusea
    - genre Dentella
    - genre Dibrachionostylus
    - genre Diodella
    - genre Diodia
    - genre Emmeorhiza
    - genre Ernodea
    - genre Galianthe
    - genre Hedyotis
    - genre Hedythyrsus
    - genre Houstonia
    - genre Hydrophylax
    - genre Kadua
    - genre Kohautia
    - genre Lelya
    - genre Manettia
    - genre Manostachya
    - genre Mitracarpus
    - genre Mitrasacmopsis
    - genre Nesohedyotis
    - genre Oldenlandia
    - genre Oldenlandiopsis
    - genre Pentanopsis
    - genre Pentodon
    - genre Psyllocarpus
    - genre Richardia
    - genre Sacosperma
    - genre Spermacoce
    - genre Stenaria
    - genre Synaptantha
    - genre Thecorchus

  - tribu Theligoneae
    - genre Theligonum

  - tribu Urophylleae
    - genre Amphidasya
    - genre Commitheca
    - genre Maschalocorymbus
    - genre Pauridiantha
    - genre Poecilocalyx
    - genre Praravinia
    - genre Pravinaria
    - genre Raritebe
    - genre Stelechantha
    - genre Urophyllum

  - tribu Virectarieae
    - genre Hekistocarpa
    - genre Virectaria

  - Rubioideae incertae sedis
    - genre Gomphocalyx
    - genre Phylohydrax
- Rubiaceae incertae sedis
  - genre Ariadne
  - genre Bothriospora
  - tribu Coptosapeltaeae
    - genre Acranthera
    - genre Coptosapelta

  - genre Dialypetalanthus
  - genre Eosanthe
  - genre Gouldia
  - tribu Luculieae
    - genre Luculia

  - genre Pentaloncha
  - genre Phitopis
  - genre Robbrechtia
  - genre Steenisia
  - genre Strumpfia

## SelonDELTA Angio(6 Jul 2010)[3]
- genre Acranthera
- genre Acrobotrys
- genre Acunaeanthus
- genre Adinauclea
- genre Agathisanthemum
- genre Aidia
- genre Aidiopsis
- genre Airosperma
- genre Aitchisonia
- genre Alberta
- genre Aleisanthia
- genre Alibertia
- genre Allaeophania
- genre Alleizettella
- genre Allenanthus
- genre Alseis
- genre Amaiouma
- genre Amaracarpus
- genre Amphiasma
- genre Amphidasya
- genre Ancylanthos
- genre Anomanthodia
- genre Antherostele
- genre Anthorrhiza
- genre Anthospermum
- genre Antirhea
- genre Aoranthe
- genre Aphaenandra
- genre Aphanocarpus
- genre Appunettia
- genre Appunia
- genre Arctophyllum
- genre Argocoffeopsis
- genre Argostemma
- genre Asemnantha
- genre Asperula
- genre Astiella
- genre Atractocarpus
- genre Atractogyne
- genre Augusta
- genre Aulacocalyx
- genre Badusa
- genre Balmea
- genre Bataprine
- genre Bathysa
- genre Batopedina
- genre Belonophora
- genre Benkara
- genre Benzonia
- genre Berghesia
- genre Bertiera
- genre Bikkia
- genre Blandibractea
- genre Blepharidium
- genre Bobea
- genre Boholia
- genre Borojoa
- genre Bothriospora
- genre Botryarrhena
- genre Bouvardia
- genre Brachytome
- genre Bradea
- genre Brenania
- genre Breonadia
- genre Burchellia
- genre Burttdavya
- genre Byrsophyllum
- genre Caelospermum
- genre Calanda
- genre Callipeltis
- genre Calochone
- genre Calycophyllum
- genre Calycosia
- genre Calycosiphonia
- genre Canephora
- genre Canthium
- genre Capirona
- genre Captaincookia
- genre Carpacoce
- genre Carphalea
- genre Carterella
- genre Casasia
- genre Catesbaea
- genre Catunaregam
- genre Cephaelis
- genre Cephalodendron
- genre Ceratopyxis
- genre Ceriscoides
- genre Ceuthocarpus
- genre Chaetostachydium
- genre Chalepophyllum
- genre Chamaepentas
- genre Chapelieria
- genre Chassalia
- genre Chazaliella
- genre Chimarrhis
- genre Chiococca
- genre Chione
- genre Chlorochorion
- genre Chomelia
- genre Choulettia
- genre Chytropsia
- genre Cigarilla
- genre Cinchona
- genre Cladoceras
- genre Clarkella
- genre Coccochondra
- genre Coccocypselum
- genre Coddia
- genre Coelopyrena
- genre Coffea
- genre Coleactina
- genre Colletoecema
- genre Commitheca
- genre Condaminea
- genre Conostomium
- genre Coprosma
- genre Coptophyllum
- genre Coptosapelta
- genre Corynanthe
- genre Coryphothamnus
- genre Cosmibuena
- genre Cosmocalyx
- genre Coursiana
- genre Coussarea
- genre Coutaportla
- genre Coutarea
- genre Cowiea
- genre Craterispermum
- genre Cremaspora
- genre Cremocarpon
- genre Crobylanthe
- genre Crocyllis
- genre Crossopteryx
- genre Crucianella
- genre Cruciata
- genre Cruckshanksia
- genre Crusea
- genre Cuatrecasasiodendron
- genre Cubanola
- genre Cuviera
- genre Cyclophyllum
- genre Damnacanthus
- genre Danais
- genre Deccania
- genre Declieuxia
- genre Dendrosipanea
- genre Dentella
- genre Deppea
- genre Diacrodon
- genre Dialypetalum
- genre Dibrachyonostylus
- genre Dichilanthe
- genre Dictyandra
- genre Didymaea
- genre Didymochlamys
- genre Didymopogon
- genre Didymosalpynx
- genre Diodella
- genre Diodia
- genre Dioecrescis
- genre Dioicodendron
- genre Diplospora
- genre Discospermum
- genre Diyaminauclea
- genre Dolicera
- genre Dolichodelphys
- genre Dolicholobium
- genre Dolichometra
- genre Duidania
- genre Dunnia
- genre Duperrea
- genre Duroia
- genre Durringtonia
- genre Ecpoma
- genre Eizia
- genre Elaeagia
- genre Eleutheranthus
- genre Emmenopterys
- genre Emmeorhiza
- genre Eosanthe
- genre Eriosemopsis
- genre Erithalis
- genre Ernodea
- genre Etericius
- genre Euclinia
- genre Exallage
- genre Exostema
- genre Fadogia
- genre Fadogiella
- genre Fagerlindia
- genre Faramea
- genre Ferdinandusa
- genre Feretia
- genre Fergusonia
- genre Fernelia
- genre Flagenium
- genre Flexanthera
- genre Gaertnera
- genre Gaillonia
- genre Galiniera
- genre Galium
- genre Gallienia
- genre Galopina
- genre Gamotopea
- genre Gardenia
- genre Gardeniopsis
- genre Genipa
- genre Gentingia
- genre Geophila
- genre Gillespiea
- genre Gleasonia
- genre Glionnetia
- genre Glossostipula
- genre Gomphocalyx
- genre Gonzalagunia
- genre Gouldia
- genre Greenea
- genre Greeniopsis
- genre Guettarda
- genre Gynochtodes
- genre Gyrostipula
- genre Habroneuron
- genre Haldina
- genre Hallea
- genre Hamelia
- genre Hedstromia
- genre Hedyotis
- genre Hedythyrsus
- genre Heinsenia
- genre Heinsia
- genre Hekistocarpa
- genre Heterophyllaea
- genre Hillia
- genre Himalrandia
- genre Hindsia
- genre Hintonia
- genre Hippotis
- genre Hitoa
- genre Hodgkinsonia
- genre Hoffmannia
- genre Holstianthus
- genre Homollea
- genre Homolliella
- genre Houstonia
- genre Hutchinsonia
- genre Hyataella
- genre Hydnophytum
- genre Hydrophylax
- genre Hymenocnemis
- genre Hymenocoleus
- genre Hymenodictyon
- genre Hyperacanthus
- genre Hypobathrum
- genre Hyptianthera
- genre Ibetralia
- genre Indopolysolenia
- genre Isertia
- genre Isidorea
- genre Ixora
- genre Jackiopsis
- genre Janotia
- genre Jaubertia
- genre Joosia
- genre Jovetia
- genre Kailarsenia
- genre Kajewskiella
- genre Keenania
- genre Keetlia
- genre Kelloggia
- genre Kerianthera
- genre Khasiaclunea
- genre Klossia
- genre Knoxia
- genre Kochummenia
- genre Kohautia
- genre Kraussia
- genre Kutchubaea
- genre Ladenbergia
- genre Lagynias
- genre Lamprothamnus
- genre Lasianthus
- genre Lathraeocarpa
- genre Lecananthus
- genre Lecanosperma
- genre Lecariocalyx
- genre Lelya
- genre Lemyrea
- genre Lepidostoma
- genre Leptactina
- genre Leptodermis
- genre Leptomischus
- genre Leptoscela
- genre Leptostigma
- genre Lerchea
- genre Leucocodon
- genre Leucolophus
- genre Limnosipanea
- genre Lindenia
- genre Litosanthes
- genre Lucinaea
- genre Luculia
- genre Lucya
- genre Ludekia
- genre Macbrideina
- genre Machaonia
- genre Macrocnemum
- genre Macrosphyra
- genre Maguireocharis
- genre Maguireothamnus
- genre Malanea
- genre Manettia
- genre Manostachya
- genre Mantalania
- genre Margaritopsis
- genre Maschalocorymbus
- genre Maschalodesme
- genre Massularia
- genre Mastixiodendron
- genre Mazaea
- genre Melanopsidium
- genre Mericarpaea
- genre Merumea
- genre Metadina
- genre Meyna
- genre Micrasepalum
- genre Microphysa
- genre Mitchella
- genre Mitracarpus
- genre Mitrasacmopsis
- genre Mitriostigma
- genre Molopanthera
- genre Monosalpinx
- genre Montamans
- genre Morelia
- genre Morierina
- genre Morinda
- genre Morindopsis
- genre Motleyia
- genre Mouretia
- genre Multidentia
- genre Mussaenda
- genre Mussaendopsis
- genre Mycetia
- genre Mymeconauclea
- genre Myonima
- genre Myrmecodia
- genre Myrmephytum
- genre Naletonia
- genre Nargedia
- genre Neanotis
- genre Neblinathamnus
- genre Nematostylis
- genre Nenax
- genre Neobertiera
- genre Neoblakea
- genre Neobreonia
- genre Neofranciella
- genre Neohymenopogon
- genre Neolamarckia
- genre Neolaugeria
- genre Neopentanisia
- genre Nernstia
- genre Nertera
- genre Nesohedyotis
- genre Neurocalyx
- genre Nichallea
- genre Nodocarpaea
- genre Nonatelia
- genre Normandia
- genre Nostolachma
- genre Ochreinauclea
- genre Octotropis
- genre Oldenlandia
- genre Oldenlandiopsis
- genre Oligocodon
- genre Omiltemia
- genre Opercularia
- genre Ophiorrhiza
- genre Ophriococcus
- genre Oregandra
- genre Oreopolus
- genre Osa
- genre Otiophora
- genre Otocalyx
- genre Otomeria
- genre Ottoschmidtia
- genre Oxyanthus
- genre Pachystigma
- genre Pachystylus
- genre Paederia
- genre Pagamea
- genre Pagameopsis
- genre Palicourea
- genre Pamplethantha
- genre Paracephaelis
- genre Parachimarrhis
- genre Paracorynanthe
- genre Paragenipa
- genre Paraknoxia
- genre Parapentas
- genre Paratriaina
- genre Pauridiantha
- genre Pausinystalia
- genre Pavetta
- genre Payera
- genre Pelagodendron
- genre Pentagonia
- genre Pentaloncha
- genre Pentanisia
- genre Pentanopsis
- genre Pentas
- genre Pentodon
- genre Peponidium
- genre Perakanthus
- genre Perama
- genre Peratanthe
- genre Peripeplus
- genre Pertusadina
- genre Petagomoa
- genre Petitiocodon
- genre Phellocalyx
- genre Phialanthus
- genre Phitopis
- genre Phuopsis
- genre Phyllacanthus
- genre Phyllis
- genre Phyllocrater
- genre Phyllohydrax
- genre Phyllomelia
- genre Picardaea
- genre Pimentelia
- genre Pinariphyllon
- genre Pinckneya
- genre Pittoniotis
- genre Placocarpa
- genre Placopoda
- genre Plectoniella
- genre Plectronia
- genre Pleiocarpidia
- genre Pleiocoryne
- genre Pleiocraterium
- genre Plocama
- genre Poecilocalyx
- genre Pogonolobus
- genre Pogonopus
- genre Polysphaeria
- genre Polyura
- genre Pomax
- genre Porterandia
- genre Portlandia
- genre Posoqueria
- genre Pouchetia
- genre Praravinia
- genre Pravinaria
- genre Preussiodora
- genre Prismatomeris
- genre Proscephaleium
- genre Psathura
- genre Pseudaidia
- genre Pseudogaillonia
- genre Pseudogardenia
- genre Pseudohamelia
- genre Pseudomantalania
- genre Pseudomussaenda
- genre Pseudonesohedyotis
- genre Pseudopyxis
- genre Pseudosabicea
- genre Psilanthus
- genre Psychotria
- genre Psydrax
- genre Psyllocarpus
- genre Pteridocalyx
- genre Pterogaillonia
- genre Pubistylus
- genre Putoria
- genre Pygmaeothamnus
- genre Pyragra
- genre Pyrostria
- genre Rachicallis
- genre Ramosmania
- genre Randia
- genre Raphidura
- genre Raritebe
- genre Readea
- genre Remijia
- genre Rennellia
- genre Retiniphyllum
- genre Rhadinopus
- genre Rhipidantha
- genre Rhopalobrachium
- genre Rhyssocarpus
- genre Richardia
- genre Riqueuria
- genre Robynsia
- genre Roigella
- genre Ronabea
- genre Rondeletia
- genre Rothmannia
- genre Rubia
- genre Rudgea
- genre Rustia
- genre Rutidea
- genre Rytigynia
- genre Sabicea
- genre Sacosperma
- genre Saldinia
- genre Salzmannia
- genre Saprosma
- genre Sarcopygme
- genre Schachtia
- genre Schismatoclada
- genre Schizenterospermum
- genre Schizocalyx
- genre Schizocolea
- genre Schizomussaenda
- genre Schizostigma
- genre Schmidtottia
- genre Schradera
- genre Schumanniophyton
- genre Schwendenera
- genre Scolosanthus
- genre Scyphiphora
- genre Scyphochlamys
- genre Scyphostachys
- genre Sericanthe
- genre Serissa
- genre Shaferocharis
- genre Sherardia
- genre Sherbournia
- genre Siderobombyx
- genre Siemensia
- genre Simira
- genre Sinoadina
- genre Sipanea
- genre Sipaneopsis
- genre Siphonandrium
- genre Sommera
- genre Spathichlamys
- genre Spermacoce
- genre Spermadictyon
- genre Sphinctanthus
- genre Spiradiclis
- genre Squamellaria
- genre Stachyarrhena
- genre Stachyococcus
- genre Staelia
- genre Standleya
- genre Steenisia
- genre Stelechantha
- genre Stephanococcus
- genre Stevensia
- genre Steyermarkia
- genre Stichianthus
- genre Stilpnophyllum
- genre Stipularia
- genre Stomandra
- genre Streblosa
- genre Streblosiopsis
- genre Strempelia
- genre Striolaria
- genre Strumpfia
- genre Stylosiphonia
- genre Suberanthus
- genre Sukunia
- genre Sulitia
- genre Synaptantha
- genre Syringantha
- genre Tamilnadia
- genre Tammsia
- genre Tapiphyllum
- genre Tarennoidea
- genre Temnocalyx
- genre Temnopteryx
- genre Tennantia
- genre Terenna
- genre Thecorchus
- genre Thogsennia
- genre Thyridocalyx
- genre Timonius
- genre Tobagoa
- genre Tocoyena
- genre Tortuella
- genre Trailliaedoxa
- genre Tresanthera
- genre Triainolepis
- genre Tricalysia
- genre Trichostachys
- genre Trigonopyren
- genre Trukia
- genre Tsiangia
- genre Uragoga
- genre Urophyllum
- genre Valantia
- genre Vangueria
- genre Vangueriella
- genre Vangueriopsis
- genre Versteegia
- genre Villaria
- genre Virectaria
- genre Warburgina
- genre Warszewiczia
- genre Wendlandia
- genre Wernhamia
- genre Wiasemskya
- genre Wittmackanthus
- genre Xanthophytum
- genre Xantonnea
- genre Xerococcus
- genre Yutajea
- genre Zuccarinia

## SelonITIS(6 Jul 2010)[4]
- genre Anthocephalus A. Rich.
- genre Antirhea Comm. ex Juss.
- genre Asperula L.
- genre Bobea Gaud.
- genre Borreria
- genre Bouvardia Salisb.
- genre Calycophyllum DC.
- genre Canthium Lam.
- genre Casasia A. Rich.
- genre Catesbaea L.
- genre Cephaelis Sw.
- genre Cephalanthus L.
- genre Chiococca P. Br.
- genre Chione DC.
- genre Cinchona L.
- genre Coccocypselum P. Br.
- genre Coffea L.
- genre Coprosma J.R. & G. Forst.
- genre Crucianella L.
- genre Cruciata P. Mill.
- genre Crusea Cham. & Schlecht.
- genre Diodia L.
- genre Erithalis P. Br.
- genre Ernodea Sw.
- genre Exostema (Pers.) L.C. Rich. ex Humb. & Bonpl.
- genre Faramea Aubl.
- genre Galium L.
- genre Gardenia Ellis
- genre Genipa L.
- genre Geophila D. Don
- genre Gonzalagunia Ruiz & Pavón
- genre Gouldia
- genre Gouldia Gray
- genre Guettarda L.
- genre Hamelia Jacq.
- genre Hedyotis L.
- genre Hillia
- genre Hillia Jacq.
- genre Houstonia L.
- genre Hydrophylax L. f.
- genre Ixora L.
- genre Kelloggia Torr. ex Benth.
- genre Lasianthus Jack
- genre Lucya DC.
- genre Machaonia Humb. & Bonpl.
- genre Mitchella L.
- genre Mitracarpus Zucc.
- genre Morinda L.
- genre Neolamarckia F. Bosser
- genre Neolaugeria Nicols.
- genre Neonauclea Merr.
- genre Nertera Banks & Soland. ex Gaertn.
- genre Oldenlandia L.
- genre Oldenlandiopsis Terrell & W.H. Lewis
- genre Paederia L.
- genre Palicourea Aubl.
- genre Pentas Benth.
- genre Pentodon Hochst.
- genre Phialanthus Griseb.
- genre Pinckneya Michx.
- genre Psychotria L.
- genre Randia L.
- genre Relbunium
- genre Richardia
- genre Richardia L.
- genre Rondeletia
- genre Rondeletia L.
- genre Rubia L.
- genre Sabicea Aubl.
- genre Sarcopygme Setch. & Christoph.
- genre Schradera Vahl
- genre Scolosanthus Vahl
- genre Scyphiphora Gaertn. f.
- genre Serissa Commerson ex A. Juss.
- genre Sherardia L.
- genre Spermacoce L.
- genre Strumpfia Jacq.
- genre Timonius DC.
- genre Uncaria Schreber
- genre Vangueria Comm. ex Juss.
- genre Wittmackanthus Kuntze